# Danalia ypsilon
Danalia ypsilon is een pissebed uit de familie Cryptoniscidae. De wetenschappelijke naam van de soort is voor het eerst geldig gepubliceerd in 1906 door Smith.